# هوآن
هوآن (به ژاپنی: 保安 Hōan) نام یک عصر تاریخی ژاپنی (نِنگُو) بود. این عصر بعد از گنئی و قبل از تنجی قرار داشت و از آوریل ۱۱۲۰ تا آوریل ۱۱۲۴ میلادی به طول انجامید. در طی این عصر امپراتور توبا و امپراتور سوتوکو، امپراتور ژاپن بودند.